# Disruptor Records
Disruptor Records è un'etichetta discografica statunitense fondata da Adam Alpert nel settembre 2014, joint venture di Sony Music Entertainment. L'etichetta ha venduto oltre 15 milioni di singoli in tutto il mondo a partire dal 2016.

## Storia
Alpert ha fondato l'etichetta nel 2014, insieme al gruppo musicale The Chainsmokers.
Il produttore con sede a Vancouver, Vanic ha firmato con l'etichetta nel 2016. I Lost Kings firmarono con l'etichetta più tardi in ottobre. I The Chainsmokers hanno pubblicato diverse canzoni con l'etichetta tra cui "Closer", "Paris" e "Something Just like This".
Nel gennaio 2017, gli artisti The Chainsmokers, Vanic e Lost Kings si sono esibiti in una serie di eventi della Sony, Lost in Music.

## Artisti
- The Chainsmokers[9][10]
- Heroless[8]
- Life of Dillon[11]
- Lost Kings[12]
- Jocelyn Alice[11]
- Vanic[4]
- XYLØ[11]
- Bad Bunny